# I-5 (Bulgarije)
De I-5 is een nationale weg van de eerste klasse in Bulgarije. De weg loopt van Roemenië via Roese en Stara Zagora naar Orlitsa. De I-5 is 387 kilometer lang.